# Pierre Lantier
Pierre Lantier (Marseille, 30 april 1910 - Ollioules, 4 april 1998) was een Frans componist en pianist. 

## Leven
Lantier was verbonden als docent aan het Conservatorium van Parijs. In 1937 won hij de Prix de Rome voor compositie, samen met Victor Serventi.
Lantier schreef onder andere Sicilienne pour saxophone alto et piano en de sonate Euskaldunak voor altsaxofoon en piano. Hij schreef tevens drie werken voor piano en orkest. Samen met zijn vrouw, de componiste Paule Maurice, publiceerde hij een boek over harmonieleer.

## Werken
Lantier schreef onder andere:
- Sicilienne (altsaxofoon en piano)
- Andante et Final (altsaxofoon en piano)
- Requiem
- Légende (cello en piano)
- Trois pièces (dwarsfluit)
- Euskaldunak (saxofoon en piano)
- Quatre Pieces Pour Quintette De Cuivres (hoorn, trombone, trompetten, tuba)
- Ballet miniature (piano solo)
- Allegro, Arioso et Final (altsaxofoon en piano)
- Promenade au Zoo (piano solo)
- Concert en Trois parties (trompet en piano)
- Sonate (trompet en piano)
- Tryptique (viool en orkest)
- Nocturne (orkest)
- Petite Suite dans l'esprit jazz (strijkers)
- Concerto (trompet en orkest)
- Les deux syrinx, ballet
- Concerto pour piano et orchestre (piano en orkest)
- Manuels de Solfège - handboeken over solfège

- Bibsys: 4010906
- Bibliothèque nationale de France: cb147961982 (data)
- Catàleg d'autoritats de noms i títols de Catalunya: 981058518201606706
- CiNii: DA11115296
- Gemeinsame Normdatei: 1072791625
- International Standard Name Identifier: 0000 0000 8113 9821
- Library of Congress Control Number: n88144456
- MusicBrainz: b9b93d7e-4966-4add-b5a6-4b35cda9e612
- Nationale Bibliotheek van Israël: 987009706642705171
- Nederlandse Thesaurus van Auteursnamen: 296193186
- Istituto Centrale per il Catalogo Unico: DDSV203597
- SNAC: w63232h4
- Système universitaire de documentation: 136328067
- Virtual International Authority File: 34720528
- WorldCat: E39PBJkMCKKQcgKrwMdrb7tYfq